# Mallodon
Mallodon es un género de escarabajos longicornios de la tribu Macrotomini.

## Especies
- Mallodon arabicum Buquet, 1843
- Mallodon baiulus Erichson, 1847
- Mallodon chevrolatii Thomson, 1867
- Mallodon dasystomum (Say, 1824)
- Mallodon downesii Hope, 1843
- Mallodon linsleyi Fragoso et Monné, 1995
- Mallodon spinibarbe (Linnaeus, 1758)
- Mallodon vermiculatus Hovore et Santos-Silva, 2004